# Raoh, il conquistatore del cielo
Raoh, il conquistatore del cielo (天の覇王 北斗の拳ラオウ外伝?, Ten no haō - Hokuto no ken: Raō gaiden) è un manga di Yūkō Osada pubblicato dal 24 marzo 2006 al 24 agosto 2007 sulla rivista Weekly Comic Bunch e poi raccolto in volumi dalla casa editrice Shinchōsha. L'opera è uno spin-off del manga Ken il guerriero di Buronson e Tetsuo Hara e ha come protagonista Raoul, raccontando la sua ascesa al potere come conquistatore di un mondo post-apocalittico prima e durante gli eventi dell'opera originale. Il manga incorpora anche elementi introdotti nella serie di film Ken il guerriero - La leggenda, inclusi gli amici d'infanzia di Raoul, Reina e Souga, che lo aiutano a costruire il suo esercito.
Il manga è stato adattato in una serie televisiva anime di 13 episodi intitolata Ken il guerriero - La leggenda di Raoul il dominatore del cielo, prodotta da Satelight e trasmessa su TV Aichi dal 2 ottobre al 25 dicembre 2008.

## Trama
La serie si dedica al fratello maggiore di Kenshiro, Raoul. Sulla strada di Raoul compaiono molti personaggi apparsi nella serie originale Ken il guerriero (come Toki, Yuda, Uighur, Juza, Ryuga, Souther e il gigantesco destriero Re Nero), oltre a Reina e Souga, introdotti nella pentalogia Ken il guerriero - La leggenda, e altri creati appositamente, come la misteriosa figura di Sakuya. Finalmente conosciamo l'origine del possente cavallo e il motivo del patto che lo stringe a Raoul.

## Personaggi
Reina (レイナ?)
è la sorella minore di Souga e amica d'infanzia di Raoul e Toki. Funge da comandante delle truppe di Raoul. È doppiata da Kō Shibasaki.
Souga (ソウガ?, Sōuga)
è il fratello maggiore di Reina ed è sin da bambino il migliore amico di Raoul, nativo anch'egli della Terra degli Shura. Ha sempre ammirato molto Raoul e si è prodigato negli anni per fornirgli il miglior aiuto possibile, diventando anche comandante delle truppe del Re di Hokuto. Nella serie si apprende come ha perso l'uso della gamba e come viene a sapere da Reina che Julia si è suicidata. Inoltre, la serie lascia intendere che il colpo mortale che lo spingerà al sacrificio della sua vita gli venga inferto dal Re degli Inferi. In questa serie incontrerà anche Yuda, Souther e Ryuga con il quale avrà anche un confronto diretto.
Ryurou (リュウロウ?)
è il maestro di Nanto Ryūō Ken e una volta era conosciuto come il l'Intraprendente Generale di Nanto, per via della sua reputazione di maestro tattico. Dopo la scissione delle Stelle di Nanto, si rifiutò di unirsi all'esercito di Souther e si ritirò a vivere una vita ascetica occupandosi dei mulini a vento nel Villaggio del Cento, prendendo il titolo di Ryurou della foresta. Raoul desidera reclutarlo per la sua conquista, ma Ryurou rifiuta, giurando fedeltà a Kenshiro nella sua lotta per proteggere gli innocenti. Implora Raoul di mettere da parte la sua ambizione e unire le forze con Kenshiro per un bene superiore. Non riuscendo a ragionare con lui, Ryurou è costretto a combattere ma non è in grado di sferrare il colpo finale e Raoul, a sua volta, lo sconfigge. Poco prima della sua morte, viene rivelato che Ryurou stava già morendo di malattia. Ryurou fa un breve cameo nel manga Rei, l'oscuro lupo blu durante la riunione del Nanto Roku Sei Ken. È doppiato da Junichi Suwabe.
Gaian (智王ギオン?)
è un maestro di Kokuzan Ongyō Ken (黒山陰形拳? "Pugno Segreto della Montagna Nera"), un'arte marziale che gli permette di controllare gli altri e attaccare le persone senza essere visto. Gaian complotta per governare il mondo agendo nell'ombra, vestendosi in borghese per mimetizzarsi nella folla e tirando segretamente i fili nella manipolazione del Re Degli Inferi e delle sue forze. Ferisce mortalmente Souga con il suo stile, dandogli due mesi di vita. Tuttavia, esce dallo scoperto per affrontare Raoul, ma il suo attacco a sorpresa viene bloccato dal touki di Raoh, che lo uccide con una mortale raffica di pugni. Nella versione anime della serie sconfigge anche Ryuga nel corso del suo combattimento con Raoh, e viene rivelato che è il fratello maggiore di Sakuya. È doppiato da Masayuki Kato.
Sakuya (サクヤ?)
è la sorella di Gaìan e maestra dello stile chiamato Colpo segreto della Montagna Nera (黒山陰形拳?, Kokuzan Ongyō Ken). Fa parte dell'esercito del Re di Hokuto come stratega ed è segretamente innamorata di Raoul. Grazie alle sue abilità, viene spesso utilizzata come spia da Raoul per controllare i suoi nemici. La sua abilità strategica e militare è molto valida, tanto che anche Souther, rivale del Re di Hokuto, le chiede di entrare a far parte del suo esercito, ma lei si rifiuta per amore di Raoul; tuttavia, questi non si fa alcuno scrupolo a farla rinchiudere nella prigione di Cassandra, credendo che si fosse alleata con Souther. Durante l'assenza dI Raoul, ottiene di essere liberata per aiutare Reina a difendere il territorio del Re di Hokuto dagli attacchi di Yuda. In seguito a ciò, Raoul fa ritorno ma viene intercettato da Souther e tra i due scoppia un terribile duello che non vede vincitori; Sakuya per porvi fine, si getta tra i due combattenti, finendo uccisa dai rispettivi colpi. Inizialmente creata come personaggio esclusivo dell'anime, Sakuya è introdotta anche nella continuity del manga in un capitolo pubblicato esclusivamente su rivista nel 2008, a scopo promozionale per l'anime e mai raccolto in volume. La storia, a livello temporale, si svolge poco dopo che Raoul ha incontrato Re Nero e vede la stratega mettersi al servizio di Raoul e guidare le truppe nella battaglia contro il Re Habel ed il Clan della Rosa Nera. Il piano della donna prevede di confondere il nemico per attirarlo in trappola, dando l'idea di non avere nessuna strategia, ma la verità si rivela quando una violenta tempesta di sabbia, prevista da Sakuya, investe il campo di battaglia abbattendo l'esercito nemico e dando la vittoria alle truppe del Re di Hokuto. Nonostante questi poteri, Sakuya non è comunque in grado di percepire quale sarà il futuro del mondo e si chiede se sarà davvero Raoh a riportare l'ordine. È doppiata da Akiko Kimura e Luisa Ziliotto.
Re Gion (智王ギオン?)
è un signore della guerra il cui esercito guida la Squadra di invasione di Raoul nella Valle di Re Nero, dove finiscono per essere calpestati a morte da un branco di cavalli selvaggi. Dopo che Raoul ha domato Re Nero e il suo branco, Gion si arrende e diventa un seguace sottomesso e servile di Raoul. Viene inizialmente assegnato come Custode di Cassandra, solo per essere retrocesso a vicedirettore dopo che Uighur prende il suo posto. È doppiato da Yukihiro Misono.

## Media

### Manga
| 1 | luglio 2006 | ISBN 4-10-771278-8     | 8 giugno 2013    |
| 1 | Capitoli - 1. La via del dominatore (覇王道?, Haō michi) - 2. La fortezza del demone (鬼の城?, Oni no shiro) - 3. La nascita del Re di Hokuto (拳王誕生?, Ken-ō tanjō) - 4. La fortezza del Re di Hokuto (拳王府?, Ken-ō fu) - 5. Il piano di Gion (智王の奇策?, Akira-ō no kisaku) - 6. La valle di Re Nero (黒王谷?, Kokuō tani) - 7. Demone contro demone (悪魔vs悪魔?, Akuma vs akuma) - 8. La prima battaglia di Re Nero (黒王の初陣?, Kokuō no uijin)                                                            |                        |                  |
| 2 | ottobre 2006 | ISBN 4-10-771297-4     | 6 luglio 2013    |
| 2 | Capitoli - 9. Il Sacro Imperatore (聖帝?, Seitei) - 10. Gli eroi si ritrovano (両雄再会?, Ryōyū saikai) - 11. La trappola della stella dell'incantamento (妖星の罠?, Yōsei no wana) - 12. Il Re di Hokuto contro il Sacro Imperatore (拳王vs聖帝?, Ken-ō vs seitei) - 13. Alla cieca (模索?, Mosaku) - 14. Ricordi (追憶?, Tsuioku) - 15. La città inespugnabile (不落の街?, Haō michi) - 16. L'imperatore drago (龍帝の最期?, Furaku no machi) - 17. Il crollo (崩壊?, Hōkai) - 18. In fondo al cuore (胸中?, Kyōchū) |                        |                  |
| 3 | dicembre 2006 | ISBN 4-10-771307-5     | 3 agosto 2013    |
| 3 | Capitoli - 19. Il Villaggio dei Miracoli (奇跡の村?, Kiseki no mura) - 20. Iene (外道?, Gedō) - 21. I due fratelli si ritrovano (兄弟の会談?, Kyōdai no kaidan) - 22. La bestia della prigione - parte 1 (監獄の獣・前編?, Kangoku no kemono zenpen) - 23. La bestia della prigione - parte 2 (監獄の獣・後編?, Kangoku no kemono kōhen) - 24. La foresta del vento (風を聴く森?, Kaze o kiku mori) - 25. Il salvatore (救世主?, Kyūseishu) - 26. Il grande albero (巨木?, Kyoboku) - 27. Il demone (鬼?, Oni)         |                        |                  |
| 4 | marzo 2007 | ISBN 978-4-10-771322-3 | 7 settembre 2013 |
| 4 | Capitoli - 28. Il lupo del cielo (天狼?, Ten ōkami) - 29. Il cane degli inferi (魔狼?, Ma ōkami) - 30. Due coppe (盃?, Sakazuki) - 31. King (KING) - 32. Nubi senza padrone (我流の雲?, Garyū no kumo) - 33. Le guerriere (parte 1) (女の戦・前編?, Onna no sen zenpen) - 34. Le guerriere (parte 2) (女の戦・後編?, Onna no sen kōhen) - 35. Il villaggio del deserto (砂漠の村?, Sabaku no mura) - 36. L'uomo con le sette cicatrici (七つの傷の男?, Nanatsu no kizu no otoko)                                       |                        |                  |
| 5 | settembre 2007 | ISBN 978-4-10-771353-7 | 5 ottobre 2013   |
| 5 | Capitoli - 37. Il piano dello stratega (軍師の策?, Gunshi no saku) - 38. Invasione (潜入?, Sennyū) - 39. La trappola (罠?, Wana) - 40. L'uomo nell'ombra (黒幕?, Kuromaku) - 41. Determinazione (決意?, Ketsui) - 42. Tracce (最終章 蹄?, Sai shūshō hizume) - Segreto 1. Il sangue del demonio (悪魔の血?, Akuma no chi) - Segreto 2. L'anima del conquistatore (覇王の魂?, Haō no tamashī) |                        |                  |

### Anime

Fotogramma della sigla di chiusura dell'anime

L'anime tratto dal manga è composto da 13 episodi. Rispetto al manga, l'anime manca di alcuni personaggi importanti, come Ryu, il bambino figlio di Raoul apparso nei numeri finali di Ken il guerriero, ma anche Amiba e Jagger (che nella storia originale sono esplicitamente nominati da Toki come subordinati di Raoul). Ne consegue che non è stato trasposto in animazione nemmeno il duello tra Toki ed Amiba: quest'ultimo, dopo essere stato umiliato una prima volta, torna al Villaggio dei Miracoli ed affronta Toki con la propria rielaborazione dell'arte di Hokuto, ma Toki lo sconfigge senza difficoltà.
| Nº | Titolo italiano Giapponese 「Kanji」 - Rōmaji | In onda          | In onda          |
| Nº | Titolo italiano Giapponese 「Kanji」 - Rōmaji | Giapponese       | Italiano         |
| 1  | Il mio pugno è sancito dal cielo 「わが拳は天のため！」 - Waga kobushi wa ten notame! | 2 ottobre 2008   | 1º novembre 2010 |
| 1  | Raoul, con Souga e Reina, sconfigge il re Demone Daram e s'impossessa del suo palazzo trasformandolo nel suo quartier generale. Questo è il punto di partenza del suo piano di conquista e da questo momento decide di farsi chiamare "Re di Hokuto". |                  |                  |
| 2  | Il re incontra un altro re 「王は王を知る！」 - Ō ha ō wo shiru! | 9 ottobre 2008   | 1º novembre 2010 |
| 2  | Raoul inizia a organizzare il suo esercito e a conquistare i regni vicini, molti dei quali si arrendono senza combattere. Durante queste campagne incontra un feroce cavallo, Re Nero, che riesce a domare e a rendere suo inseparabile destriero. |                  |                  |
| 3  | Non esiste fortezza inespugnabile 「われに落とせぬ城なし！」 - Wareni oto senu shiro nashi! | 16 ottobre 2008  | 8 novembre 2010  |
| 3  | Viene introdotto il personaggio misterioso di Sakuya, la quale si guadagna la fiducia di Raoul aiutando l'esercito del Re di Hokuto a conquistare un ulteriore regno prendendo una fortezza ritenuta inespugnabile. |                  |                  |
| 4  | Questo pugno ha un obiettivo! 「この拳、誰がために！」 - Kono kobushi, darega tameni! | 23 ottobre 2008  | 8 novembre 2010  |
| 4  | Raoul nomina Uighur nuovo capocarceriere della prigione di Cassandra. Tramite un lungo flashback si viene a conoscere come la città di Cassandra fu conquistata e quale fu la triste fine del suo vecchio re. |                  |                  |
| 5  | Due fratelli in conflitto! 「相剋の兄弟！」 - Sōkoku no kyōdai! | 30 ottobre 2008  | 15 novembre 2010 |
| 5  | Raoul scopre dove si trova Toki e lo incontra. Gli propone di unirsi a lui, ma, al suo rifiuto, lo affronta; prima del combattimento Toki rivela che sta cominciando a padroneggiare la trasmigrazione dell'anima e ne fa uso durante lo scontro, ma lo svantaggio è evidente e Toki deve arrendersi. Raoul lo fa rinchiudere nella prigione di Cassandra e Toki preferisce restare in cella ad aspettare l'arrivo di Kenshiro. |                  |                  |
| 6  | Il risveglio del demone 「鬼、目覚める！」 - Oni, mezame ru! | 6 novembre 2008  | 15 novembre 2010 |
| 6  | L'armata del Re di Hokuto è potente, ma a corto di ufficiali; dopo il rifiuto di Toki di partecipare alla sua campagna, Raoul propone a Ryuro, il maestro della Scuola del Gabbiano di Nanto, di diventare uno dei suoi generali, ma ottiene un netto rifiuto. Questi, anzi, lo invita a cambiare strada abbandonando il terrore e la conquista. La risposta scatena l'ira di Raoul e i due si battono; anche Ryuro è ammalato e la sua resistenza è debole; Raoul lo uccide e parte decidendo di diventare un demone, pur di aumentare la sua forza. |                  |                  |
| 7  | La furia del lupo blu 「蒼き狼、大地を駆る！」 - Aoki ōkami, daichi wo karu! | 13 novembre 2008 | 22 novembre 2010 |
| 7  | Raoul diviene un demone e comincia a uccidere e a carpire i segreti dei grandi maestri di arti marziali. In un suo viaggio, incontra Ryuga, che desidera conoscerlo e sfidarlo. Ryuga ritiene Raoul l'unico in grado di portare ordine nel mondo immerso nel caos, ma come praticante d'arti marziali il suo orgoglio non gli permette di cedere senza farsi valere. I due si scontrano e Raoul, dopo averlo sconfitto, lo ingaggia come braccio destro. Alla prima battaglia in compagnia di Soga, Ryuga si dimostra abile e spietato, poiché ha deciso di prendere su di sé parte della crudeltà e spietatezza di Raoul.                                    |                  |                  |
| 8  | Lacrime nel buio 「慟哭、闇に響く！」 - Dōkoku, yami ni hibiku! | 20 novembre 2008 | 22 novembre 2010 |
| 8  | L'esercito di Raoul diventa sempre più brutale mentre continuano le sue conquiste. Durante una ricognizione assieme a Reina dentro Croce del Sud, la città di King, ovvero Shin, Ryuga viene a sapere dal fratellastro Juza che Julia si è uccisa; tuttavia Raoul e i suoi generali decidono di lasciare a Kenshiro il compito di affrontare Shin. Raoul trascorre la notte celebrando la scomparsa della sola donna che ha amato, mentre Reina, che lo ha osservato a distanza, chiede consiglio a Sakuya; quest'ultima le chiede fin dove è pronta a spingersi a causa dell'amore che prova per Raoul.                                                      |                  |                  |
| 9  | La battaglia delle donne 「女の戦い！」 - Onna no tatakai! | 27 novembre 2008 | 29 novembre 2010 |
| 9  | Mentre l'esercito si trova in battaglia, Reina decide di sua iniziativa di effettuare una missione esplorativa a Sud, venendo, però, catturata da un subordinato di Yuda. Viene soccorsa dallo stesso Raoul, cui Yuda è costretto a cedere meditando vendetta. Intanto Sakuya fa spesso visita a Toki nella sua cella a Cassandra. |                  |                  |
| 10 | Sfida sulla sabbia ardente! 「熱砂に砕ける拳！」 - Netsu suna ni kudake ru kobushi! | 4 dicembre 2008  | 29 novembre 2010 |
| 10 | Souga viene misteriosamente ferito in modo grave mentre esplora un villaggio. All'arrivo dell'esercito, capita lo stesso a Ryuga. È Raoul che scopre e uccide Gaìan, maestro della devastante tecnica del Monte Nero. Intanto, il comportamento di Sakuya si fa sospetto, e la donna viene chiamata a colloquio da Souther, il Sacro Imperatore di Nanto. |                  |                  |
| 11 | La comparsa del Sacro Imperatore 「聖帝、現る！」 - Hijiri mikado, arawaru! | 11 dicembre 2008 | 6 dicembre 2010  |
| 11 | Si scopre che Sakuya è la sorella di Gaìan e essa stessa maestra della tecnica del Monte Nero. La donna viene rinchiusa a Cassandra per aver incontrato Souther, non volendo rivelare cosa si sono detti. Raoul muove guerra al Sacro Imperatore, ma poi i due si accordano: ciò è un diversivo di Yuda, che attacca la capitale indifesa. Souga lo capisce grazie a un biglietto che Reina gli ha dato da parte di Sakuya, che è già stata avvertita da Toki sull'invulnerabilità di Souther alla Divina Arte di Hokuto. |                  |                  |
| 12 | La caduta del regno 「拳王府、落城！」 - Kobushi ō fu, rakujō! | 18 dicembre 2008 | 6 dicembre 2010  |
| 12 | Reina decide di liberare Sakuya per contribuire alla difesa, ma le forze soverchianti di Yuda sembrano prevalere. Proprio in quel momento arriva Raoul che lo sconfigge facilmente. Tutto sembra concluso quando giunge Souther col suo esercito al completo. |                  |                  |
| 13 | In cammino verso il cielo 「わが赴くは天の道！」 - Waga omomuku ha ten no michi! | 25 dicembre 2008 | 13 dicembre 2010 |
| 13 | Inizia il furibondo scontro tra Souther e Raoul, ma nessuno dei due riesce a prevalere: la tecnica di Souther è formidabile e lascia il segno, ma Raoul resiste, e nonostante il segreto che lo protegge, il maestro della Fenice di Nanto è inferiore a Raoul per potenza dei colpi. I due rischiano di uccidersi a vicenda, ma entrambi sono decisi ad andare fino in fondo. Sakuya decide di immolarsi per porre fine al duello. I due raggiungono così una nuova, fragile tregua. Giunge notizia che Kenshiro ha distrutto Cassandra e liberato Toki, Raoul comprende allora che è arrivato il momento di affrontare i due fratelli e si mette in marcia. |                  |                  |